# Copa de la Liga Profesional 2024
La Copa de la Liga Profesional de Fútbol de AFA 2024 (conosciuta anche come Copa de la Liga Profesional 2024, Copa de la Liga 2024, Copa Sur Finanzas per motivi di sponsorizzazione, oppure semplicemente Copa 2024), è stata la 5ª edizione dell'omonima coppa nazionale argentina organizzata dalla Liga Profesional de Fútbol Argentino, organismo interno alla AFA. La competizione (a differenza della precedente edizione, che ha avuto luogo nella seconda parte dell'anno 2023) ha preso avvio il 25 gennaio 2024 e si è conclusa il 5 maggio 2024.
Al torneo hanno preso parte le 28 squadre che successivamente hanno partecipato alla Liga Profesional 2024. Ad aggiudicarsi il torneo è stata la squadra dell'Estudiantes de La Plata, che in tal modo ha ottenuto il suo 4º titolo nazionale, oltre la qualificazione alla Copa Libertadores 2025 e al Trofeo de Campeones 2024.
I punti ottenuti da ogni squadra nella fase a gironi hanno fatto punteggio per la Tabla general della stagione 2024 e per il calcolo del promedio valevole per le retrocessioni.

## Formula
Le 28 squadre partecipanti sono state divise in due gironi (zones) da 14 squadre ognuno; ogni squadra ha affrontato in un girone di sola andata ogni altra squadra del proprio girone per un totale di 13 partite, a cui si è aggiunta una giornata ulteriore di clasicos interzonali. Le 4 squadre meglio classificatesi di ogni zona hanno ottenuto la qualificazione alla fase finale del torneo.
Nella fase finale, ad eliminazione diretta, le 8 squadre qualificate si sono scontrate in un torneo con quarti di finale, semifinali e finale. In caso di parità al termine dei tempi regolamentari, il regolamento prevedeva la disputa direttamente dei calci di rigore, ad eccezione della finale (nel qual caso si è sarebbe disputato un tempo supplementare).

## Squadre partecipanti
| Club                    | Città                 | Stadio                                  |
| ----------------------- | --------------------- | --------------------------------------- |
| Argentinos Juniors      | Buenos Aires          | Stadio Diego Armando Maradona           |
| Atlético Tucumán        | San Miguel de Tucumán | Stadio Monumental José Fierro           |
| Banfield                | Banfield              | Stadio Florencio Sola                   |
| Barracas Central        | Buenos Aires          | Stadio Claudio Chiqui Tapia             |
| Belgrano                | Córdoba               | Stadio Julio César Villagra             |
| Boca Juniors            | Buenos Aires          | Stadio Alberto José Armando             |
| Central Córdoba         | Santiago del Estero   | Stadio Unico Madre de Ciudades          |
| Defensa y Justicia      | Gobernador Costa      | Stadio Norberto Tomaghello              |
| Deportivo Riestra       | Buenos Aires          | Stadio Guillermo Laza                   |
| Estudiantes             | La Plata              | Stadio Jorge Luis Hirschi               |
| Gimnasia y Esgrima      | La Plata              | Stadio Juan Carmelo Zerillo             |
| Godoy Cruz              | Godoy Cruz            | Stadio Malvinas Argentinas              |
| Huracán                 | Buenos Aires          | Stadio Tomás Adolfo Ducó                |
| Independiente           | Avellaneda            | Stadio Libertadores de América          |
| Independiente Rivadavia | Mendoza               | Stadio Bautista Gargantini              |
| Instituto               | Córdoba               | Stadio Juan Domingo Peron               |
| Lanús                   | Lanús                 | Stadio Città di Lanús-Néstor Díaz Pérez |
| Newell's Old Boys       | Rosario               | Stadio Marcelo Bielsa                   |
| Platense                | Florida               | Stadio Ciudad de Vicente López          |
| Racing Club             | Avellaneda            | Stadio Presidente Peron                 |
| River Plate             | Buenos Aires          | Stadio Monumental                       |
| Rosario Central         | Rosario               | Stadio Gigante de Arroyito              |
| San Lorenzo             | Buenos Aires          | Stadio Pedro Bidegain                   |
| Sarmiento               | Junín                 | Stadio Eva Peron                        |
| Talleres                | Córdoba               | Stadio Mario Alberto Kempes             |
| Tigre                   | Victoria              | Stadio José Dellagiovanna               |
| Unión                   | Santa Fe              | Stadio 15 de Abril                      |
| Vélez Sarsfield         | Buenos Aires          | Stadio José Amalfitani                  |

## Sorteggi
Non si è realizzato un sorteggio, dato che la AFA ha deciso di utilizzare lo stesso calendario dell'edizione precedente, ma invertendo il fattore-campo. Nel calendario, le squadre neopromosse in Primera DIvisión, Independiente Rivadavia e Deportivo Riestra, hanno preso il posto (rispettivamente) delle due squadre retrocesse in Primera B Nacional, Colón e Arsenal. In tal modo, la composizione dei due gruppi e gli accoppiamenti per i clásicos interzonali sono stati i seguenti:
| Zona A | Zona B |
| --- | --- |
| - River Plate - Racing Club - San Lorenzo - Rosario Central - Gimnasia (LP) - Unión (SF) - Lanús - Talleres (C) - Platense - Vélez Sarsfield - Instituto (C) - Central Córdoba (SdE) - Dep. Riestra - Sarmiento (J) | - Boca Juniors - Independiente - Huracán - Newell's Old Boys - Estudiantes (LP) - Independiente Rivadavia - Banfield - Belgrano - Argentinos Juniors - Tigre - Godoy Cruz - Atl. Tucumán - Defensa y Justicia - Barracas Central |

## Allenatori e primatisti
In corsivo gli allenatori con incarico ad interim.
| Squadra                 | Allenatore                                                                  | Calciatore più presente (tra parentesi il numero delle presenze) | Capocannoniere (tra parentesi il numero di gol segnati) |
| ----------------------- | --------------------------------------------------------------------------- | ---------------------------------------------------------------- | ------------------------------------------------------- |
| Argentinos Juniors      | Pablo Guede (1-SF)                                                          | 3 giocatori (16)                                                 | Alan Lescano Maximiliano Romero (6)                     |
| Atl. Tucumán            | Gómez - Orsi (1-6) Diego Barrado (7-8) Facundo Sava (9-14)                  | José Devecchi Mateo Coronel (14)                                 | Mateo Bajamich (3)                                      |
| Banfield                | Julio César Falcioni (1-14)                                                 | 4 giocatori (14)                                                 | Milton Giménez (4)                                      |
| Barracas Central        | Alejandro Orfila (1-QF)                                                     | 7 giocatori (14)                                                 | Alan Cantero Maximiliano Zalazar (4)                    |
| Belgrano                | Guillermo Farré (1-10) Norberto Fernández (11) Juan Cruz Real (12-14)       | Santiago Longo (14)                                              | Lucas Passerini (6)                                     |
| Boca Juniors            | Diego Martínez (1-SF)                                                       | 3 giocatori (16)                                                 | Edinson Cavani Miguel Merentiel (7)                     |
| Central Córdoba (SdE)   | Abel Balbo (1-13) Juan Carlos Roldán (14)                                   | Rodrigo Atencio (14)                                             | 3 giocatori (2)                                         |
| Defensa y Justicia      | Julio Vaccari (1-QF)                                                        | Julián López Alexis Soto (15)                                    | Nicolás Fernández (5)                                   |
| Dep. Riestra            | Matías Módolo (1-3) Cristian Fabbiani (4-14)                                | 4 giocatori (14)                                                 | Jonathan Herrera (3)                                    |
| Estudiantes (LP)        | Eduardo Domínguez (1-F)                                                     | 3 giocatori (16)                                                 | Guido Carrillo (5)                                      |
| Gimnasia (LP)           | Leonardo Madelón (1-14)                                                     | 3 giocatori (14)                                                 | Benjamín Domínguez (4)                                  |
| Godoy Cruz              | Daniel Oldrá (1-QF)                                                         | Lucas Arce Tomás Conechny (14)                                   | Tomás Conechny (4)                                      |
| Huracán                 | Facundo Sava (1-6) Walter Coyette (7-9) Frank Darío Kudelka (10-14)         | Hernán Galíndez Héctor Fértoli (14)                              | Walter Mazzantti Ignacio Pussetto (3)                   |
| Independiente           | Carlos Tévez (1-14)                                                         | 3 giocatori (14)                                                 | Matías Giménez (4)                                      |
| Independiente Rivadavia | Rodolfo De Paoli (1-7) Federico Arias (8) Martín Cicotello (9-14)           | Matías Reali (14)                                                | Federico Castro Victorio Ramis (2)                      |
| Instituto (C)           | Diego Dabove (1-14)                                                         | 5 giocatori (14)                                                 | Damián Puebla (6)                                       |
| Lanús                   | Ricardo Zielinski (1-14)                                                    | 4 giocatori (14)                                                 | Walter Bou (6)                                          |
| Newell's Old Boys       | Mauricio Larriera (1-14)                                                    | 4 giocatori (14)                                                 | Ignacio Ramírez (8)                                     |
| Platense                | Sebastián Grazzini (1-7) Gómez - Orsi (8-14)                                | Juan Pablo Cozzani Ronaldo Martínez (2)                          | Mateo Pellegrino (5)                                    |
| Racing Club             | Gustavo Costas (1-14)                                                       | 3 giocatori (14)                                                 | Adrián Martínez (12)                                    |
| River Plate             | Martín Demichelis (1-QF)                                                    | 4 giocatori (15)                                                 | Miguel Borja (13)                                       |
| Rosario Central         | Miguel Ángel Russo (1-14)                                                   | Facundo Mallo (14)                                               | Ignacio Malcorra Luca Martínez (2)                      |
| San Lorenzo             | Rubén Darío Insúa (1-13) Leandro Romagnoli (14)                             | 4 giocatori (13)                                                 | Adam Bareiro (6)                                        |
| Sarmiento (J)           | Sergio Rondina (1-6) Martín Funes (7) Israel Damonte (8-14)                 | 3 giocatori (14)                                                 | Lisandro López (2)                                      |
| Talleres (C)            | Walter Ribonetto (1-14)                                                     | Gastón Benavídez Federico Girotti (14)                           | Federico Girotti (6)                                    |
| Tigre                   | Néstor Gorosito (1-11) Juan Carlos Blengio (12) Sebastián Domínguez (13-14) | Agustín Cardozo Ezequiel Forclaz (14)                            | Ezequiel Forclaz (2)                                    |
| Unión (SF)              | Kily González (1-14)                                                        | 3 giocatori (14)                                                 | Adrián Balboa (3)                                       |
| Vélez Sarsfield         | Gustavo Quinteros (1-F)                                                     | Tomás Marchiori (17)                                             | Braian Romero (6)                                       |

## Fase a gironi

### ClassificaZona A
| Pos. | Squadra                 | Pt | G  | V | N | P  | GF | GS | DR  |
| ---- | ----------------------- | -- | -- | - | - | -- | -- | -- | --- |
| 1.   | River Plate             | 27 | 14 | 7 | 6 | 1  | 26 | 10 | +16 |
| 2.   | Argentinos Juniors      | 26 | 14 | 7 | 5 | 2  | 25 | 14 | +11 |
| 3.   | Barracas Central        | 26 | 14 | 7 | 5 | 2  | 20 | 15 | +5  |
| 4.   | Vélez Sarsfield         | 25 | 14 | 7 | 4 | 3  | 14 | 13 | +1  |
| 5.   | Talleres (C)            | 24 | 14 | 6 | 6 | 2  | 24 | 16 | +8  |
| 6.   | Independiente           | 23 | 14 | 6 | 5 | 3  | 14 | 10 | +4  |
| 7.   | Instituto (C)           | 17 | 14 | 5 | 2 | 7  | 18 | 17 | +1  |
| 8.   | Banfield                | 17 | 14 | 4 | 5 | 5  | 14 | 15 | -1  |
| 9.   | Huracán                 | 16 | 14 | 4 | 4 | 6  | 12 | 12 | 0   |
| 10.  | Gimnasia (LP)           | 16 | 14 | 5 | 1 | 8  | 18 | 23 | -5  |
| 11.  | Rosario Central         | 15 | 14 | 4 | 3 | 7  | 10 | 18 | -8  |
| 12.  | Dep. Riestra            | 13 | 14 | 3 | 4 | 7  | 8  | 16 | -8  |
| 13.  | Atl. Tucumán            | 10 | 14 | 1 | 7 | 6  | 8  | 23 | -15 |
| 14.  | Independiente Rivadavia | 8  | 14 | 2 | 2 | 10 | 13 | 25 | -12 |

Legenda
      Squadre qualificate alla fase ad eliminazione diretta.
Note
Fonte: LPF
3 punti per la vittoria, 1 punto per il pareggio.
A parità di punti, valgono i seguenti criteri:
- Miglior differenza reti;
- Maggior numero di gol segnati;
- Scontri diretti (maggiori punti, miglior differenza reti, maggiori quantità di gol segnati);
- Miglior piazzamento nella classifica Fair Play 2024 alla conclusione della fase a gironi.
- Sorteggio.

### ClassificaZonaB
| Pos. | Squadra               | Pt | G  | V | N | P  | GF | GS | DR  |
| ---- | --------------------- | -- | -- | - | - | -- | -- | -- | --- |
| 1.   | Godoy Cruz            | 29 | 14 | 9 | 2 | 3  | 16 | 6  | +10 |
| 2.   | Estudiantes (LP)      | 27 | 14 | 8 | 3 | 3  | 19 | 9  | +10 |
| 3.   | Defensa y Justicia    | 26 | 14 | 7 | 5 | 2  | 17 | 13 | +4  |
| 4.   | Boca Juniors          | 25 | 14 | 7 | 4 | 3  | 20 | 12 | +8  |
| 5.   | Racing Club           | 24 | 14 | 7 | 3 | 4  | 24 | 11 | +13 |
| 6.   | Lanús                 | 23 | 14 | 7 | 2 | 5  | 20 | 14 | +6  |
| 7.   | Newell's Old Boys     | 21 | 14 | 6 | 3 | 5  | 13 | 15 | -2  |
| 8.   | Unión (SF)            | 20 | 14 | 5 | 5 | 4  | 16 | 14 | +2  |
| 9.   | Platense              | 18 | 14 | 4 | 6 | 4  | 10 | 14 | -4  |
| 10.  | San Lorenzo           | 16 | 14 | 3 | 7 | 4  | 10 | 14 | -4  |
| 11.  | Belgrano              | 14 | 14 | 3 | 5 | 6  | 19 | 21 | -2  |
| 12.  | Central Córdoba (SdE) | 11 | 14 | 2 | 5 | 7  | 10 | 20 | -10 |
| 13.  | Sarmiento (J)         | 9  | 14 | 2 | 3 | 9  | 9  | 19 | -10 |
| 14.  | Tigre                 | 5  | 14 | 1 | 2 | 11 | 7  | 25 | -18 |

Legenda
      Squadre qualificate alla fase ad eliminazione diretta.
Note
Fonte: LPF
3 punti per la vittoria, 1 punto per il pareggio.
A parità di punti, valgono i seguenti criteri:
- Miglior differenza reti;
- Maggior numero di gol segnati;
- Scontri diretti (maggiori punti, miglior differenza reti, maggiori quantità di gol segnati);
- Miglior piazzamento nella classifica Fair Play 2024 alla conclusione della fase a gironi.
- Sorteggio.

### Risultati
| Instituto             | 0 - 0  | Dep. Riestra       | 25.1.2024 | Instituto             | 3 - 0  | Atl. Tucumán     | 29.1.2024 | Independiente    | 0 - 1  | Gimnasia (LP)         | 3.2.2024 |
| Atl. Tucumán          | 1 - 1  | Rosario Central    | 25.1.2024 | Gimnasia (LP)         | 2 - 3  | Ind. Rivadavia   | 30.1.2024 | Ind. Rivadavia   | 2 - 0  | Huracán               | 3.2.2024 |
| Barracas Central      | 1 - 1  | Vélez              | 26.1.2024 | Huracán               | 1 - 2  | Talleres (C)     | 30.1.2024 | Talleres (C)     | 4 - 1  | Rosario Central       | 3.2.2024 |
| Talleres (C)          | 0 - 1  | Gimnasia (LP)      | 26.1.2024 | Rosario Central       | 0 - 0  | Banfield         | 30.1.2024 | Dep. Riestra     | 0 - 1  | Barracas Central      | 4.2.2024 |
| Ind. Rivadavia        | 0 - 1  | Independiente      | 26.1.2024 | Vélez                 | 0 - 1  | Independiente    | 30.1.2024 | River Plate      | 5 - 0  | Vélez                 | 4.2.2024 |
| Banfield              | 0 - 2  | Huracán            | 26.1.2024 | Argentinos Juniors    | 2 - 0  | Dep. Riestra     | 31.1.2024 | Banfield         | 0 - 2  | Huracán               | 5.2.2024 |
| River Plate           | 1 - 1  | Argentinos Juniors | 28.1.2024 | Barracas Central      | 0 - 2  | River Plate      | 31.1.2024 | Atl. Tucumán     | 0 - 0  | Argentinos Juniors    | 6.2.2024 |
| Zona B                | Zona B | Zona B             | Zona B    | Zona B                | Zona B | Zona B           | Zona B    | Zona B           | Zona B | Zona B                | Zona B   |
| Locali                | R      | Ospiti             | Giorno    | Locali                | R      | Ospiti           | Giorno    | Locali           | R      | Ospiti                | Giorno   |
| Tigre                 | 0 - 0  | Sarmiento (J)      | 25.1.2024 | Lanús                 | 0 - 2  | Newell's         | 30.1.2024 | Newell's         | 1 - 0  | Belgrano              | 4.2.2024 |
| Central Córdoba (SdE) | 0 - 1  | Newell's           | 25.1.2024 | Def. y Justicia       | 3 - 0  | Platense         | 31.1.2024 | Platense         | 1 - 0  | Central Córdoba (SdE) | 4.2.2024 |
| San Lorenzo           | 0 - 2  | Lanús              | 27.1.2024 | Belgrano              | 1 - 1  | San Lorenzo      | 31.1.2024 | San Lorenzo      | 0 - 0  | Unión                 | 5.2.2024 |
| Platense              | 0 - 0  | Boca Juniors       | 27.1.2024 | Racing Club           | 3 - 0  | Tigre            | 31.1.2024 | Godoy Cruz       | 1 - 0  | Lanús                 | 5.2.2024 |
| Racing Club           | 0 - 1  | Unión              | 27.1.2024 | Boca Juniors          | 1 - 1  | Sarmiento (J)    | 1.2.2024  | Tigre            | 0 - 2  | Boca Juniors          | 5.2.2024 |
| Godoy Cruz            | 2 - 0  | Def. y Justicia    | 28.1.2024 | Unión                 | 0 - 1  | Estudiantes (LP) | 1.2.2024  | Estudiantes (LP) | 0 - 0  | Racing                | 5.2.2024 |
| Estudiantes (LP)      | 1 - 0  | Belgrano           | 28.1.2024 | Central Córdoba (SdE) | 0 - 2  | Godoy Cruz       | 1.2.2024  | Sarmiento (J)    | 2 - 3  | Def. y Justicia       | 6.2.2024 |

| Huracán               | 0 - 0  | Independiente   | 8.2.2024  | Gimnasia (LP)  | 3 - 1  | Huracán               | 13.2.2024 | Rosario Central    | 2 - 1  | Gimnasia (LP)         | 17.2.2024 |
| Rosario Central       | 1 - 0  | Ind. Rivadavia  | 8.2.2024  | Independiente  | 1 - 0  | Rosario Central       | 13.2.2024 | Vélez              | 1 - 0  | Huracán               | 18.2.2024 |
| Vélez                 | 3 - 1  | Gimnasia (LP)   | 9.2.2024  | Banfield       | 0 - 0  | Barracas Central      | 14.2.2024 | Instituto          | 0 - 2  | Independiente         | 18.2.2024 |
| Argentinos Juniors    | 4 - 2  | Banfield        | 10.2.2024 | Atl. Tucumán   | 0 - 0  | River Plate           | 14.2.2024 | River Plate        | 1 - 1  | Banfield              | 18.2.2024 |
| Dep. Riestra          | 0 - 3  | River Plate     | 11.2.2024 | Dep. Riestra   | 1 - 2  | Vélez                 | 15.2.2024 | Dep. Riestra       | 1 - 0  | Atl. Tucumán          | 19.2.2024 |
| Barracas Central      | 2 - 0  | Atl. Tucumán    | 11.2.2024 | Ind. Rivadavia | 0 - 2  | Instituto             | 15.2.2024 | Barracas Central   | 2 - 1  | Talleres (C)          | 19.2.2024 |
| Instituto             | 2 - 2  | Talleres (C)    | 12.2.2024 | Talleres (C)   | 2 - 1  | Argentinos Juniors    | 15.2.2024 | Argentinos Juniors | 2 - 1  | Ind. Rivadavia        | 20.2.2024 |
| Zona B                | Zona B | Zona B          | Zona B    | Zona B         | Zona B | Zona B                | Zona B    | Zona B             | Zona B | Zona B                | Zona B    |
| Locali                | R      | Ospiti          | Giorno    | Locali         | R      | Ospiti                | Giorno    | Locali             | R      | Ospiti                | Giorno    |
| Unión                 | 1 - 3  | Newell's        | 9.2.2024  | Newell's       | 0 - 4  | Racing Club           | 12.2.2024 | San Lorenzo        | 2 - 0  | Tigre                 | 17.2.2024 |
| Estudiantes (LP)      | 2 - 0  | Tigre           | 9.2.2024  | San Lorenzo    | 1 - 1  | Estudiantes (LP)      | 13.2.2024 | Racing Club        | 0 - 2  | Godoy Cruz            | 17.2.2024 |
| Racing Club           | 4 - 1  | San Lorenzo     | 9.2.2024  | Godoy Cruz     | 0 - 0  | Unión                 | 13.2.2024 | Lanús              | 2 - 1  | Boca Juniors          | 18.2.2024 |
| Boca Juniors          | 0 - 0  | Def. y Justicia | 10.2.2024 | Sarmiento (J)  | 0 - 1  | Lanús                 | 14.2.2024 | Estudiantes (LP)   | 2 - 0  | Newell's              | 19.2.2024 |
| Belgrano              | 0 - 1  | Godoy Cruz      | 10.2.2024 | Tigre          | 0 - 1  | Def. y Justicia       | 14.2.2024 | Unión              | 0 - 0  | Platense              | 19.2.2024 |
| Central Córdoba (SdE) | 3 - 0  | Sarmiento (J)   | 10.2.2024 | Boca Juniors   | 2 - 0  | Central Córdoba (SdE) | 14.2.2024 | Belgrano           | 4 - 1  | Sarmiento (J)         | 19.2.2024 |
| Lanús                 | 3 - 0  | Platense        | 11.2.2024 | Platense       | 1 - 1  | Belgrano              | 15.2.2024 | Def. y Justicia    | 1 - 1  | Central Córdoba (SdE) | 20.2.2024 |

| Independiente         | 0 - 1 | Racing Club      | 24.2.2024   | Gimnasia (LP)    | 1 - 3      | Instituto             | 29.2.2024 | Instituto          | 2 - 0  | Huracán               | 4.3.2024 |
| Huracán               | 0 - 0 | San Lorenzo      | 24.2.2024   | Huracán          | 2 - 0      | Rosario Central       | 29.2.2024 | Barracas Central   | 2 - 2  | Independiente         | 5.3.2024 |
| Sarmiento (J)         | 0 - 0 | Barracas Central | 24.2.2024   | Ind. Rivadavia   | 1 - 3      | Barracas Central      | 29.2.2024 | Vélez              | 1 - 0  | Rosario Central       | 5.3.2024 |
| Belgrano              | 2 - 2 | Talleres (C)     | 24.2.2024   | Banfield         | 2 - 0      | Dep. Riestra          | 1.3.2024  | Argentinos Juniors | 2 - 0  | Gimnasia (LP)         | 6.3.2024 |
| Unión                 | 4 - 1 | Ind. Rivadavia   | 24.2.2024   | Atlético Tucumán | 0 - 0      | Vélez                 | 2.3.2024  | River Plate        | 2 - 0  | Ind. Rivadavia        | 6.3.2024 |
| River Plate           | 1 - 1 | Boca Juniors     | 25.2.2024   | Independiente    | 2 - 1      | Argentinos Juniors    | 2.3.2024  | Atlético Tucumán   | 0 - 3  | Banfield              | 6.3.2024 |
| Gimnasia (LP)         | 0 - 0 | Estudiantes (LP) | 25.2.2024   | Talleres (C)     | 2 - 2      | River Plate           | 2.3.2024  | Dep. Riestra       | 0 - 1  | Talleres (C)          | 7.3.2024 |
| Newell's              | 0 - 1 | Rosario Central  | 25.2.2024   | Zona B           | Zona B     | Zona B                | Zona B    | Zona B             | Zona B | Zona B                | Zona B   |
| Lanús                 | 1 - 1 | Banfield         | 25.2.2024   | Locali           | R          | Ospiti                | Giorno    | Locali             | R      | Ospiti                | Giorno   |
| Instituto             | 0 - 2 | Godoy Cruz       | 25.2.2024   | Tigre            | 1 - 0      | Central Córdoba (SdE) | 1.3.2024  | Racing Club        | 0 - 1  | Sarmiento (J)         | 5.3.2024 |
| Argentinos Juniors    | 3 - 1 | Platense         | 26.2.2024   | Platense         | 0 - 0      | Racing Club           | 1.3.2024  | Unión              | 1 - 0  | Boca Juniors          | 6.3.2024 |
| Def. y Justicia       | 1 - 1 | Dep. Riestra     | 26.2.2024   | Sarmiento (J)    | 1 - 2      | Unión                 | 2.3.2024  | Estudiantes (LP)   | 1 - 2  | Platense              | 6.3.2024 |
| Vélez                 | 2 - 2 | Tigre            | 26.2.2024   | Def. y Justicia  | 0 - 4      | Lanús                 | 3.3.2024  | Lanús              | 0 - 1  | Central Córdoba (SdE) | 7.3.2024 |
| Central Córdoba (SdE) | 0 - 0 | Atl. Tucumán     | 26.2.2024   | Godoy Cruz       | 1 - 2      | Estudiantes (LP)      | 3.3.2024  | Newell's           | 1 - 0  | Tigre                 | 7.3.2024 |
|                       |       |                  |             | Boca Juniors     | 3 - 2      | Belgrano              | 3.3.2024  | Belgrano           | 1 - 1  | Def. y Justicia       | 7.3.2024 |
| Newell's              | 2 - 2 | San Lorenzo      | San Lorenzo | 1 - 0            | Godoy Cruz | 20.3.2024             | 3.3.2024  |                    |        |                       |          |

| Gimnasia (LP)         | 2 - 0  | Barracas Central   | 9.3.2024  | Dep. Riestra       | 1 - 0  | Independiente         | 15.3.2024 | Rosario Central       | 1 - 2  | Barracas Central   | 28.3.2024 |
| Independiente         | 1 - 0  | River Plate        | 9.3.2024  | Atlético Tucumán   | 2 - 2  | Ind. Rivadavia        | 16.3.2024 | Instituto             | 1 - 2  | Argentinos Juniors | 28.3.2024 |
| Rosario Central       | 1 - 0  | Instituto          | 9.3.2024  | Vélez              | 1 - 0  | Instituto             | 16.3.2024 | Huracán               | 1 - 0  | River Plate        | 29.3.2024 |
| Huracán               | 1 - 1  | Argentinos Juniors | 10.3.2024 | Barracas Central   | 1 - 0  | Huracán               | 17.3.2024 | Talleres (C)          | 1 - 0  | Vélez              | 30.3.2024 |
| Talleres (C)          | 4 - 1  | Atlético Tucumán   | 10.3.2024 | River Plate        | 3 - 1  | Gimnasia (LP)         | 17.3.2024 | Gimnasia (LP)         | 2 - 1  | Dep. Riestra       | 31.3.2024 |
| Ind. Rivadavia        | 1 - 2  | Dep. Riestra       | 11.3.2024 | Banfield           | 0 - 0  | Talleres (C)          | 17.3.2024 | Independiente         | 1 - 1  | Atlético Tucumán   | 31.3.2024 |
| Banfield              | 1 - 2  | Vélez              | 11.3.2024 | Argentinos Juniors | 3 - 0  | Rosario Central       | 19.3.2024 | Ind. Rivadavia        | 1 - 2  | Banfield           | 31.3.2024 |
| Zona B                | Zona B | Zona B             | Zona B    | Zona B             | Zona B | Zona B                | Zona B    | Zona B                | Zona B | Zona B             | Zona B    |
| Locali                | R      | Ospiti             | Giorno    | Locali             | R      | Ospiti                | Giorno    | Locali                | R      | Ospiti             | Giorno    |
| Sarmiento (J)         | 3 - 1  | Estudiantes (LP)   | 9.3.2024  | Newell's           | 0 - 0  | Platense              | 15.3.2024 | Lanús                 | 2 - 2  | Unión              | 27.3.2024 |
| Platense              | 0 - 0  | San Lorenzo        | 9.3.2024  | San Lorenzo        | 1 - 0  | Sarmiento (J)         | 16.3.2024 | Def. y Justicia       | 1 - 0  | Estudiantes (LP)   | 29.3.2024 |
| Godoy Cruz            | 1 - 1  | Newell's           | 10.3.2024 | Racing Club        | 1 - 1  | Def. y Justicia       | 16.3.2024 | Tigre                 | 1 - 4  | Belgrano           | 29.3.2024 |
| Def. y Justicia       | 2 - 1  | Unión              | 10.3.2024 | Godoy Cruz         | 1 - 0  | Tigre                 | 17.3.2024 | Boca Juniors          | 2 - 1  | San Lorenzo        | 30.3.2024 |
| Boca Juniors          | 4 - 2  | Racing Club        | 10.3.2024 | Unión              | 2 - 2  | Central Córdoba (SdE) | 18.3.2024 | Central Córdoba (SdE) | 1 - 3  | Racing Club        | 30.3.2024 |
| Tigre                 | 2 - 3  | Lanús              | 11.3.2024 | Belgrano           | 0 - 1  | Lanús                 | 20.3.2024 | Sarmiento (J)         | 0 - 1  | Newell's           | 31.3.2024 |
| Central Córdoba (SdE) | 2 - 2  | Belgrano           | 12.3.2024 | Estudiantes (LP)   | 1 - 0  | Boca Juniors          | 12.4.2024 | Platense              | 1 - 2  | Godoy Cruz         | 1.4.2024  |

| 13ª giornata     | 13ª giornata | 13ª giornata          | 13ª giornata |                       | 14ª giornata | 14ª giornata     | 14ª giornata | 14ª giornata |
| Zona A           | Zona A       | Zona A                | Zona A       | Zona A                | Zona A       | Zona A           | Zona A       |              |
| Locali           | R            | Ospiti                | Giorno       | Locali                | R            | Ospiti           | Giorno       |              |
| ---------------- | ------------ | --------------------- | ------------ | --------------------- | ------------ | ---------------- | ------------ | ------------ |
| Vélez            | 0 - 0        | Argentinos Juniors    | 5.4.2024     | Huracán               | 4 - 0        | Atlético Tucumán | 13.4.2024    |              |
| Banfield         | 0 - 1        | Independiente         | 5.4.2024     | Gimnasia (LP)         | 1 - 2        | Banfield         | 14.4.2024    |              |
| Talleres (C)     | 1 - 1        | Ind. Rivadavia        | 6.4.2024     | Argentinos Juniors    | 3 - 3        | Barracas Central | 15.4.2024    |              |
| Atlético Tucumán | 3 - 2        | Gimnasia (LP)         | 7.4.2024     | Independiente         | 2 - 2        | Talleres (C)     | 15.4.2024    |              |
| Barracas Central | 3 - 2        | Instituto             | 7.4.2024     | Ind. Rivadavia        | 0 - 1        | Vélez            | 15.4.2024    |              |
| River Plate      | 2 - 1        | Rosario Central       | 7.4.2024     | Instituto             | 1 - 3        | River Plate      | 15.4.2024    |              |
| Dep. Riestra     | 0 - 0        | Huracán               | 8.4.2024     | Rosario Central       | 1 - 1        | Dep. Riestra     | 17.4.2024    |              |
| Zona B           | Zona B       | Zona B                | Zona B       | Ora                   |              |                  |              |              |
| Locali           | R            | Ospiti                | Giorno       | Locali                | R            | Ospiti           | Giorno       |              |
| Newell's         | 1 - 3        | Boca Juniors          | 6.4.2024     | Tigre                 | 0 - 1        | Unión            | 13.4.2024    |              |
| Estudiantes (LP) | 5 - 0        | Central Córdoba (SdE) | 6.4.2024     | Sarmiento (J)         | 0 - 1        | Platense         | 14.4.2024    |              |
| San Lorenzo      | 0 - 2        | Def. y Justicia       | 6.4.2024     | Central Córdoba (SdE) | 0 - 0        | San Lorenzo      | 14.4.2024    |              |
| Unión            | 1 - 2        | Belgrano              | 6.4.2024     | Belgrano              | 0 - 4        | Racing Club      | 16.4.2024    |              |
| Racing Club      | 2 - 0        | Lanús                 | 7.4.2024     | Boca Juniors          | 1 - 0        | Godoy Cruz       | 16.4.2024    |              |
| Godoy Cruz       | 1 - 0        | Sarmiento (J)         | 8.4.2024     | Def. y Justicia       | 1 - 0        | Newell's         | 16.4.2024    |              |
| Platense         | 3 - 1        | Tigre                 | 8.4.2024     | Lanús                 | 1 - 2        | Estudiantes (LP) | 16.4.2024    |              |

## Fase a eliminazione diretta
La seconda fase prevede un tabellone a eliminazione diretta a partire dai quarti di finale con le seguenti regole
- Nei quarti di finale e nelle semifinali ogni sfida viene disputata in campo neutro e in gara unica, dove in caso di parità si disputano i calci di rigore;
- La finale viene giocata in campo neutro ed in caso di parità si procede prima con la disputa di un solo tempo supplementare, ed in caso di persistente parità con i tiri di rigore.

### Tabellone
|  | Quarti di finale 20-21 aprile 2024 | Quarti di finale 20-21 aprile 2024 | Quarti di finale 20-21 aprile 2024 |                      |                      | Semifinali 27-28 aprile 2024 | Semifinali 27-28 aprile 2024 | Semifinali 27-28 aprile 2024 |  |  | Finale 5 maggio 2024 | Finale 5 maggio 2024 | Finale 5 maggio 2024 |  |
|  |                                    |                                    |                                    |                      |                      |                              |                              |                              |  |  |                      |                      |                      |  |
|  | 1ª A                               | River Plate                        | 2                                  |                      |                      |                              |                              |                              |  |  |                      |                      |                      |  |
|  | 1ª A                               | River Plate                        | 2                                  |                      |                      |                              |                              |                              |  |  |                      |                      |                      |  |
|  | 4ª B                               | Boca Juniors                       | 3                                  |                      |                      |                              |                              |                              |  |  |                      |                      |                      |  |
|  | 4ª B                               | Boca Juniors                       | 3                                  |                      | Boca Juniors         | Boca Juniors                 | 1 (1)                        |                              |  |  |                      |                      |                      |  |
|  |                                    |                                    |                                    |                      | Boca Juniors         | Boca Juniors                 | 1 (1)                        |                              |  |  |                      |                      |                      |  |
|  |                                    |                                    | Estudiantes (LP) (r)               | Estudiantes (LP) (r) | 1 (3)                |                              |                              |                              |  |  |                      |                      |                      |  |
|  | 2ª B                               | Estudiantes (LP)                   | Estudiantes (LP) (r)               | Estudiantes (LP) (r) | 1 (3)                | 3                            |                              |                              |  |  |                      |                      |                      |  |
|  | 2ª B                               | Estudiantes (LP)                   |                                    |                      |                      |                              |                              |                              |  |  |                      |                      |                      |  |
|  | 3ª A                               | Barracas Central                   | 0                                  |                      |                      |                              |                              |                              |  |  |                      |                      |                      |  |
|  | 3ª A                               | Barracas Central                   | 0                                  |                      | Estudiantes (LP) (r) | Estudiantes (LP) (r)         | 1 (4)                        |                              |  |  |                      |                      |                      |  |
|  |                                    |                                    |                                    |                      |                      |                              |                              |                              |  |  |                      |                      |                      |  |
|  |                                    |                                    | Vélez Sarsfield                    | Vélez Sarsfield      | 1 (3)                |                              |                              |                              |  |  |                      |                      |                      |  |
|  | 1ª B                               | Godoy Cruz                         | Vélez Sarsfield                    | Vélez Sarsfield      | 1 (3)                | 1                            |                              |                              |  |  |                      |                      |                      |  |
|  | 1ª B                               | Godoy Cruz                         |                                    |                      |                      |                              |                              |                              |  |  |                      |                      |                      |  |
|  | 4ª A                               | Vélez Sarsfield                    | 2                                  |                      |                      |                              |                              |                              |  |  |                      |                      |                      |  |
|  | 4ª A                               | Vélez Sarsfield                    | 2                                  |                      | Vélez Sarsfield (r)  | Vélez Sarsfield (r)          | 0 (4)                        |                              |  |  |                      |                      |                      |  |
|  |                                    |                                    |                                    |                      | Vélez Sarsfield (r)  | Vélez Sarsfield (r)          | 0 (4)                        |                              |  |  |                      |                      |                      |  |
|  |                                    |                                    | Argentinos Juniors                 | Argentinos Juniors   | 0 (2)                |                              |                              |                              |  |  |                      |                      |                      |  |
|  | 2ª A                               | Argentinos Juniors (r)             | Argentinos Juniors                 | Argentinos Juniors   | 0 (2)                | 1 (3)                        |                              |                              |  |  |                      |                      |                      |  |
|  | 2ª A                               | Argentinos Juniors (r)             |                                    |                      |                      |                              |                              |                              |  |  |                      |                      |                      |  |
|  | 3ª B                               | Defensa y Justicia                 | 1 (2)                              |                      |                      |                              |                              |                              |  |  |                      |                      |                      |  |

### Risultati

#### Quarti di finale
| Arbitro: | Merlos |

|                                               |                      |                                          |
| A. Rodríguez 85’                              | Marcatori            | 10’ Bogarín                              |
| Oróz Moyano Gondou Verón Montiel D. Rodríguez | Tiri di rigore 3 – 2 | Aguilera Burgos Godoy Soto López Molinas |

Permanendo il risultato di parità (1-1) dopo la disputa dei tempi regolamentari, sono stati necessari i calci di rigore dai quali è uscito vincitore l'Argentinos Juniors, che in tal modo ha battuto il Defensa y Justicia e si è qualificato alle semifinali di Copa de la Liga Profesional.
| Arbitro: | Herrera |

|                                     |           |  |
| Carrillo 2’ Carrillo 62’ Correa 86’ | Marcatori |  |

Con la vittoria per 3-0 sul Barracas Central, l'Estudiantes si è qualificato alle semifinali di Copa de la Liga Profesional.
| Arbitro: | Zunino |

|              |           |                       |
| Altamira 17’ | Marcatori | 23’ Romero 67’ Romero |

Con la vittoria per 2-1 sul Godoy Cruz, il Vélez si è qualificato alle semifinali di Copa de la Liga.
| Arbitro: | Falcón Pérez |

|                      |           |                                          |
| Borja 10’ Díaz 90+7’ | Marcatori | 45+1’ Merentiel 62’ Cavani 67’ Merentiel |

Con la vittoria per 3-2 sul River Plate, il Boca Juniors si è qualificato alle semifinali di Copa de la Liga.

#### Semifinali
| Arbitro: | Tello |

|                             |                      |                                     |
| Verón Heredia Moyano Gondou | Tiri di rigore 2 – 4 | Méndez Vecino García Cáseres Lobato |

Permanendo il risultato di parità (0-0) dopo la disputa dei tempi regolamentari, sono stati necessari i calci di rigore dai quali è uscito vincitore il Vélez Sarsfield, che in tal modo ha battuto l'Argentinos Juniors e si è qualificato alla finale di Copa de la Liga Profesional.
| Arbitro: | Arasa |

|                               |                      |                              |
| Cetré 76’ (rig.)              | Marcatori            | 41’ Merentiel                |
| Cetré Mancuso Carrillo Méndez | Tiri di rigore 3 – 1 | Cavani Merentiel Zenón Figal |

Permanendo il risultato di parità (1-1) dopo la disputa dei tempi regolamentari, sono stati necessari i calci di rigore dai quali è uscito vincitore l'Estudiantes, che in tal modo ha battuto il Boca Juniors e si è qualificato alla finale di Copa de la Liga Profesional.

#### Finale
| Arbitro: | Ramírez |

|                                             |                      |                                             |
| Mancuso 14’                                 | Marcatori            | 63’ Sarco                                   |
| Piatti Mancuso Correa Cetré Ascacíbar Zuqui | Tiri di rigore 4 – 3 | Mammana Sarco García Cáseres Lobato Montoro |

Permanendo il risultato di parità (1-1) dopo la disputa dei tempi regolamentari e del tempo supplementare, sono stati necessari i calci di rigore dai quali è uscito vincitore l'Estudiantes, che in tal modo ha battuto il Vélez Sarsfield e si è laureato campione della Copa de la Liga Profesional 2024.

## Tabla general
La Tabla general tiene conto dei punti totalizzati dalle 28 squadre nella fase a gironi di questa Copa de la Liga Profesional e nella successiva Liga Profesional, che si disputerà nella seconda parte dell'anno. Tale graduatoria verrà utilizzata per determinare le rimanenti squadre classificate alle competizioni internazionali e una squadra che retrocederà in Primera Nacional.
| Pos. | Squadra                 | Pt | G  | V | N | P  | GF | GS | DR  |
| ---- | ----------------------- | -- | -- | - | - | -- | -- | -- | --- |
| 1.   | Godoy Cruz              | 29 | 14 | 9 | 2 | 3  | 16 | 6  | +10 |
| 2.   | River Plate             | 27 | 14 | 7 | 6 | 1  | 26 | 10 | +16 |
| 3.   | Estudiantes (LP)        | 27 | 14 | 8 | 3 | 3  | 19 | 9  | +10 |
| 4.   | Argentinos Juniors      | 26 | 14 | 7 | 5 | 2  | 25 | 14 | +11 |
| 5.   | Barracas Central        | 26 | 14 | 7 | 5 | 2  | 20 | 15 | +5  |
| 6.   | Defensa y Justicia      | 26 | 14 | 7 | 5 | 2  | 17 | 13 | +4  |
| 7.   | Boca Juniors            | 25 | 14 | 7 | 4 | 3  | 20 | 12 | +8  |
| 8.   | Vélez Sarsfield         | 25 | 14 | 7 | 4 | 3  | 14 | 13 | +1  |
| 9.   | Racing Club             | 24 | 14 | 7 | 3 | 4  | 24 | 11 | +13 |
| 10.  | Talleres (C)            | 24 | 14 | 6 | 6 | 2  | 24 | 16 | +8  |
| 11.  | Lanús                   | 23 | 14 | 7 | 2 | 5  | 20 | 14 | +6  |
| 12.  | Independiente           | 23 | 14 | 6 | 5 | 3  | 14 | 10 | +4  |
| 13.  | Newell's Old Boys       | 21 | 14 | 6 | 3 | 5  | 13 | 15 | -2  |
| 14.  | Unión (SF)              | 20 | 14 | 5 | 5 | 4  | 16 | 14 | +2  |
| 15.  | Platense                | 18 | 14 | 4 | 6 | 4  | 10 | 14 | -4  |
| 16.  | Instituto (C)           | 17 | 14 | 5 | 2 | 7  | 18 | 17 | +1  |
| 17.  | Banfield                | 17 | 14 | 4 | 5 | 5  | 14 | 15 | -1  |
| 18.  | Huracán                 | 16 | 14 | 4 | 4 | 6  | 12 | 12 | 0   |
| 19.  | San Lorenzo             | 16 | 14 | 3 | 7 | 4  | 10 | 14 | -4  |
| 20.  | Gimnasia (LP)           | 16 | 14 | 5 | 1 | 8  | 18 | 23 | -5  |
| 21.  | Rosario Central         | 15 | 14 | 4 | 3 | 7  | 10 | 18 | -8  |
| 22.  | Belgrano                | 14 | 14 | 3 | 5 | 6  | 19 | 21 | -2  |
| 23.  | Dep. Riestra            | 13 | 14 | 3 | 4 | 7  | 8  | 16 | -8  |
| 24.  | Central Córdoba (SdE)   | 11 | 14 | 2 | 5 | 7  | 10 | 20 | -10 |
| 25.  | Atl. Tucumán            | 10 | 14 | 1 | 7 | 6  | 8  | 23 | -15 |
| 26.  | Sarmiento (J)           | 9  | 14 | 2 | 3 | 9  | 9  | 19 | -10 |
| 27.  | Independiente Rivadavia | 8  | 14 | 2 | 2 | 10 | 13 | 25 | -12 |
| 28.  | Tigre                   | 5  | 14 | 1 | 2 | 11 | 7  | 25 | -18 |

Legenda
      Squadra qualificata alla Copa Libertadores 2025 e alla Supercopa Internacional 2024.
      Squadre qualificate alla Copa Libertadores 2025.
      Squadre qualificate alla Copa Sudamericana 2025.
      Squadra retrocessa in Primera B Nacional 2025.
Note
Fonte: LPF
3 punti per la vittoria, 1 punto per il pareggio.
A parità di punti, valgono i seguenti criteri:
- Miglior differenza reti;
- Maggior numero di gol segnati;
- Scontri diretti (maggiori punti, miglior differenza reti, maggiori quantità di gol segnati);
- Miglior piazzamento nella classifica Fair Play 2024 alla conclusione del campionato.
- Sorteggio.

## Tabla de descenso
La classifica del promedio ha tenuto conto della media-punti ottenuta da ogni squadra in questa stagione e nelle due stagioni precedenti. Alla conclusione della successiva Liga Profesional 2024, la squadra che occuperà l'ultima posizione in questa classifica retrocederà in Primera Nacional. In caso di pari punteggio tra due o più squadre in una posizione che comporterà la retrocessione, verrà disputato uno spareggio.
| Pos. | Squadra                 | 22 | 23 | 24 | PT  | PG | Promedio |
| ---- | ----------------------- | -- | -- | -- | --- | -- | -------- |
| 1.   | River Plate             | 76 | 85 | 27 | 188 | 96 | 1.958    |
| 2.   | Boca Juniors            | 79 | 62 | 25 | 166 | 96 | 1.729    |
| 3.   | Racing Club             | 80 | 60 | 24 | 164 | 96 | 1.708    |
| 4.   | Estudiantes (LP)        | 61 | 62 | 27 | 150 | 96 | 1.562    |
| 5.   | Defensa y Justicia      | 65 | 58 | 26 | 149 | 96 | 1.552    |
| 6.   | Argentinos Juniors      | 67 | 54 | 26 | 147 | 96 | 1.531    |
| 7.   | Godoy Cruz              | 51 | 63 | 29 | 143 | 96 | 1.489    |
| 8.   | San Lorenzo             | 58 | 64 | 16 | 138 | 96 | 1.437    |
| 9.   | Newell's Old Boys       | 63 | 53 | 21 | 137 | 96 | 1.427    |
| 10.  | Talleres (C)            | 46 | 67 | 24 | 137 | 96 | 1.427    |
| 11.  | Huracán                 | 65 | 51 | 16 | 132 | 96 | 1.375    |
| 12.  | Barracas Central        | 53 | 49 | 26 | 128 | 96 | 1.333    |
| 13.  | Gimnasia (LP)           | 65 | 45 | 16 | 126 | 96 | 1.312    |
| 14.  | Rosario Central         | 46 | 65 | 15 | 126 | 96 | 1.312    |
| 15.  | Independiente           | 51 | 51 | 23 | 125 | 96 | 1.302    |
| 16.  | Belgrano                | 0  | 57 | 14 | 71  | 55 | 1.290    |
| 17.  | Atl. Tucumán            | 57 | 54 | 10 | 121 | 96 | 1.260    |
| 18.  | Instituto (C)           | 0  | 52 | 17 | 69  | 55 | 1.254    |
| 19.  | Vélez Sarsfield         | 46 | 49 | 25 | 120 | 96 | 1.250    |
| 20.  | Banfield                | 49 | 53 | 17 | 119 | 96 | 1.239    |
| 21.  | Lanús                   | 36 | 57 | 23 | 116 | 96 | 1.208    |
| 22.  | Tigre                   | 63 | 47 | 5  | 115 | 96 | 1.197    |
| 23.  | Unión (SF)              | 49 | 46 | 20 | 115 | 96 | 1.197    |
| 24.  | Platense                | 42 | 54 | 18 | 114 | 96 | 1.187    |
| 25.  | Central Córdoba (SdE)   | 49 | 48 | 11 | 108 | 96 | 1.125    |
| 26.  | Sarmiento (J)           | 53 | 46 | 9  | 108 | 96 | 1.125    |
| 27.  | Dep. Riestra            | 0  | 0  | 13 | 13  | 14 | 0.928    |
| 28.  | Independiente Rivadavia | 0  | 0  | 8  | 8   | 14 | 0.571    |

Legenda
      Squadra retrocessa in Primera B Nacional 2025.
Note
Fonte: LPF
3 punti per la vittoria, 1 punto per il pareggio.
A parità di punti, valgono i seguenti criteri:
- Miglior differenza reti;
- Maggior numero di gol segnati;
- Scontri diretti (maggiori punti, miglior differenza reti, maggiori quantità di gol segnati);
- Miglior piazzamento nella classifica finale Fair Play 2024 alla conclusione sia della Copa de la Liga Profesional che del campionato.
- Sorteggio.

## Statistiche

### Classifica marcatori
| Gol | Rigori |  | Giocatore        | Squadra      |
| --- | ------ |  | ---------------- | ------------ |
| 13  | 0      |  | Miguel Borja     | River Plate  |
| 12  | 0      |  | Adrián Martínez  | Racing Club  |
| 8   | 1      |  | Ignacio Ramírez  | Newell's     |
| 7   | 1      |  | Edinson Cavani   | Boca Juniors |
| 7   | 0      |  | Miguel Merentiel | Boca Juniors |